# Andréa Burns
Andréa Burns es una actriz y cantante estadounidense conocida por su interpretación de la peluquera Daniela en el musical In the Heights de Lin-Manuel Miranda, como Carmen en The Nance de Douglas Carter Beane y como la Sra. Spamboni en The Electric Company.

## Primeros años
Burns nació en Miami Beach, Florida de padre judío y madre venezolana. Se ha descrito a sí misma como "una judía venezolana de Miami que creció amando Broadway". Pasó muchos veranos entrenándose en el Festival de Artes Escénicas French Woods y se graduó de la New World School of the Arts de Miami.

## Carrera
Burns comenzó su carrera recorriendo los teatros de ópera de Europa como María en West Side Story cuando tenía 18 años. Ha aparecido en Broadway como Bella en La bella y la bestia de Disney, como Vicki Nichols en The Full Monty, como Carmen en The Nance, como Daniela en In the Heights y como Googie Gomez en The Ritz, y ha cantado conciertos en el Carnegie Hall. Burns apareció en la compañía original de Songs for a New World, aclamada por la crítica, de Jason Robert Brown. Burns interpretó a Lucille Frank en la gira nacional de Brown's Parade, por la que recibió una nominación a los Touring Broadway Awards como Mejor Actriz. También actuó en el papel de Celeste en Saturday Night, de Stephen Sondheim, en el Second Stage Theatre.
Playbill describió su álbum debut en solitario , A Deeper Shade of Red, como "¡excelente en todos los aspectos!" En 2006, "100 Stories", un sencillo que coescribió con su hermano, el productor musical Mike Burns, ascendió al puesto 2 en las listas Billboard Hot Dance Club Play de 2006.
Sus créditos televisivos incluyen Jessica Jones de Marvel Comics, Kevin Can Wait, Sky Dancers, Law & Order: Special Victims Unit, Rescue Me, Blue Bloods, The Electric Company y Wonder Pets. También se la puede escuchar en las grabaciones originales del elenco de In the Heights, Songs for a New World, This Ordinary Thursday - The Songs of Georgia Stitt, Saturday Night, It's Only Life, Dear Edwina, Shine, Broadway Bound y Broadway Musicals of 1953.
Burns interpretó a Lenora en la película Akron de 2015, una selección oficial del Out on Film Festival 2015, e interpretó a Fausta en la película de Steven Spielberg de 2021 West Side Story.

## Vida personal
Está casada con el director Peter Flynn. Su hijo, Hudson Flynn, aparece en la portada de su álbum en solitario, A Deeper Shade of Red. 

## Teatro
- The Light in the Piazza (Off-Broadway Encores!) as Signora Naccarelli

New York City Center, 2023
- The Notebook (Chicago) as Nurse Lori / Mother

Teatro Shakespeare de Chicago, 2022
- La rosa tatuada (Broadway) as Peppina & Serafina Delle Rose (Standby)

Revival en Broadway, 2019
- Working: A Musical (Off-Broadway)

Encores! Off-Center Revival, 2019
- Smart Blonde (Off-Broadway)

Premiere de Nueva York en 59E59 Theaters, 2019
- Carmelina (Off-Broadway) as Carmelina

Revival en York Theatre Company Off-Broadway, 2019
- Pamela’s First Musical (Nueva York) as Mary Ethel Bernadette

Two River Theater World Premiere, 2018
- On Your Feet! (Broadway) as Gloria Fajardo

Producción original de Broadway, 2015
- On Your Feet! (Chicago) as Gloria Fajardo

Oriental Theatre (Chicago), 2015
- Smart Blonde (Pittsburgh) as Judy Holliday

City Theatre (Pittsburgh), 2014
- The Nance (Broadway) as Carmen

Producción original de Broadway, 2013
- Next to Normal (Ithaca) as Diana

Hangar Theatre, 2012 
- Ever So Humble (Ithaca)

Hangar Theatre, 2012
- Bye Bye Birdie (St. Louis) como Rose "Rosie" Alvarez

The Muny, 2011
- In the Heights (Off-Broadway) como Daniela

Transferencia a Broadway, 2008
- The Ritz (Broadway) as Googie Gomez (Standby)

Revival en Broadway, 2007
- In The Heights (Broadway) as Daniela

Producción original off-Broadway, 2007
- The Pirate de Cole Porter (Filadelfia) como Manuela

Premiere mundial, 2006
- In This House (Nueva York)

Lectura, 2006
- The Full Monty (gira por Estados Unidos) como Vicki Nichols

Gira nacional por Estados Unidos, 2001
- The Full Monty (Broadway) como Vicki Nichols [Reemplazo]

Producción original de Broadway, 2000
- Saturday Night (off-Broadway) como Celeste

Producción off-Broadway, 2000
- Parade (gira por Estados Unidos) como Lucille Frank

Gira nacional por Estados Unidos, 1999
- Sail Away (off-Broadway) como Nancy Foyle

Concierto en Nueva York, 1999
- Songs for a New World (Off-Off-Broadway)

Producción original de 1995
- La bella y la bestia (Broadway) como Bella (suplente) [reemplazo] y ciudadano, objeto encantado (reemplazo)

Producción original de Broadway, 1994